# Vicente Zegers Recasens

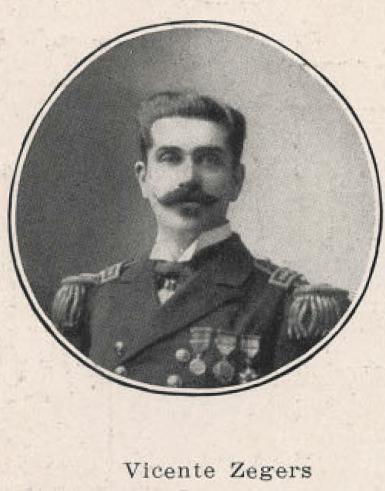
Vicente Zegers Recasens.

Vicente Zegers Recasens (Valparaíso, 22 de septiembre de 1862-Santiago, 16 de septiembre de 1926) fue un marino chileno, contraalmirante de la Armada de Chile que participó en la Guerra del Pacífico. Inicialmente como guardiamarina en la cañonera Magallanes en el combate naval de Chipana, luego a bordo de la corbeta Esmeralda en el combate naval de Iquique y finalmente en la cañonera Pilcomayo  en los bombardeos de Mollendo, El Callao y Chancay.
Terminada la guerra, prestó servicios en las corbetas O'Higgins y Chacabuco, en el monitor Huáscar y en el vapor Toltén. Ocupó los puestos de comandante de Arsenales y adicto naval de Chile en España.

## Infancia y juventud
Nació en Valparaíso el 22 de septiembre de 1862. Hijo de José Zegers Montenegro y de Mercedes Recasens Lavín. Ingresó a la Escuela Naval en 1874 como aspirante y egresó el 14 de julio de 1876 como guardiamarina.

## Carrera naval

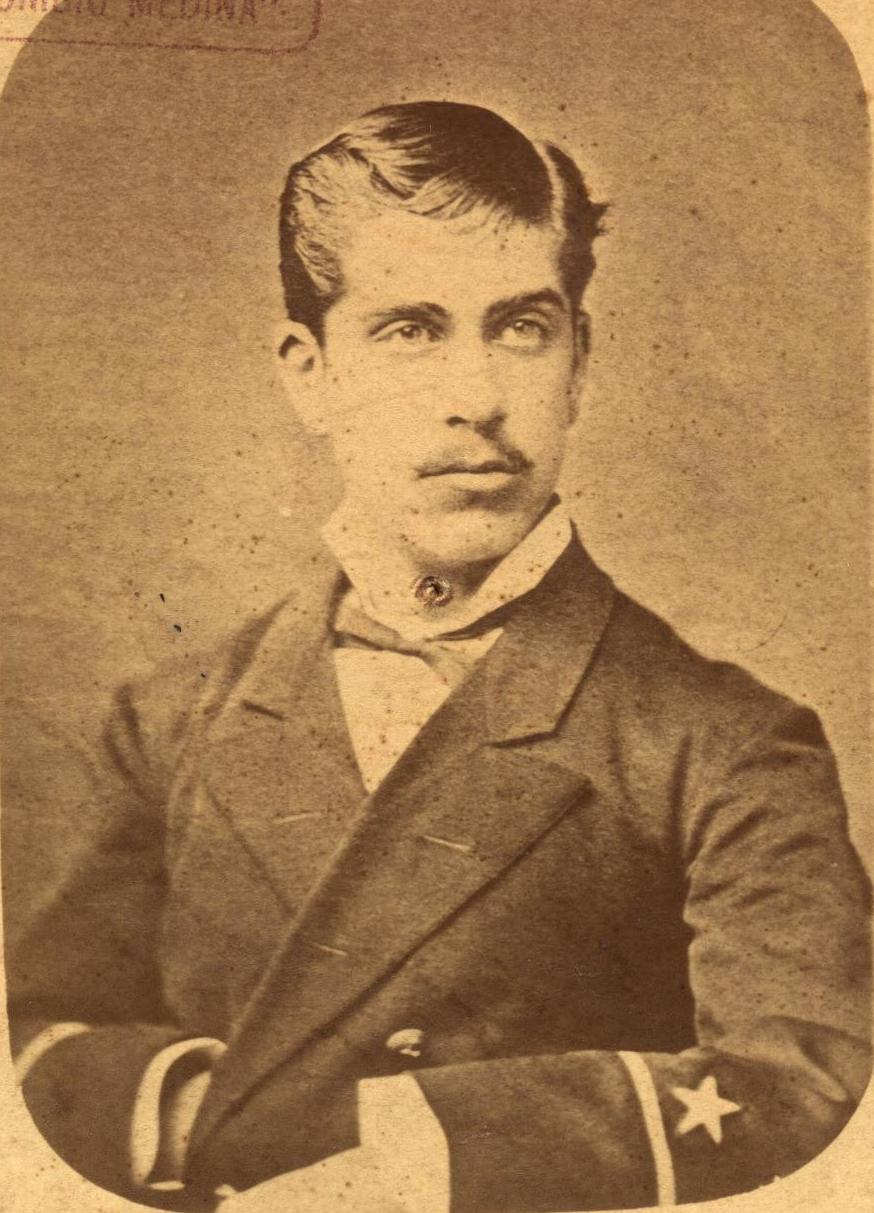
Vicente Zegers Recasens.

Su primera destinación fue el blindado Cochrane, nave que en esa época fue al astillero Hull (Inglaterra) a completar su construcción.

### Participación en la Guerra del Pacífico
Durante la Guerra del Pacífico, conflicto que entre 1879 y 1883 enfrentó a la república de Chile contra las de Bolivia y Perú, al comienzo de esta se embarcó en la cañonera Magallanes a bordo de la cual, el 12 de abril de 1879, participó en el combate naval de Chipana.
Luego fue transbordado a la corbeta Esmeralda, correspondiéndole actuar el 21 de mayo de 1879 en el combate naval de Iquique. Su puesto de combate fue aprovisionamiento de la munición. Se hundió con su buque, fue hecho prisionero por personal peruano y a los pocos días fue canjeado por otro prisionero peruano siendo destinado a la cañonera Pilcomayo. Debido a su desempeño en el combate, con fecha 16 de junio de ese año, fue ascendido a teniente. A bordo de su nuevo buque, participó en los bombardeos de Mollendo, El Callao y Chancay y en cinco bloqueos a diferentes puertos enemigos.

### Periodo posterior a la Guerra del Pacífico
Terminada la guerra, prestó servicios en las corbetas O'Higgins y Chacabuco, en el monitor Huáscar y en el vapor Toltén. En 1885 fue licenciado por problemas de salud pero volvió al servicio en 1891 desempañándose en la Escuadra y después como comandante de Arsenales hasta 1894 y finalmente como adicto naval de Chile en España. Se retiró definitivamente de la Armada en 1908 fijando su residencia en la ciudad de Santiago, donde falleció el 16 de septiembre de 1926.